# Vamdrup Station
Vamdrup Station er en jernbanestation i Vamdrup.

## Fredericia-Padborg-banen
Rigsdagen besluttede i 1861 at anlægge jernbane mellem Fredericia og Flensborg. Anlægget blev forsinket af krigen i 1864, så banen var først færdig 1. november 1866. Da var grænsen mellem Danmark og Tyskland flyttet til et par km syd for Vamdrup, så den blev dansk toldstation og grænsestation, hvor både de danske og tyske tog havde endestation. Så det var en vigtig station med mange statstjenestemænd, både jernbanepersonel og toldere. Og der var mange spor, hvoraf en del dog kunne tages op efter Genforeningen i 1920, hvor den danske grænsestation flyttede til Padborg.
- Stationsbygningen set fra vejsiden
- Toldsalen i den gamle stationsbygning, da Vamdrup var grænsestation.

## Vamdrupbanen
Vamdrup fik også station på privatbanen Kolding Sydbaner (KS) (1911-48). Selskabet havde to linjer: Kolding-Hejlsminde og Kolding-Vamdrup. Vamdrupbanen var 29,8 km lang og endte ved Sydbanernes egen Vamdrup Østbanegård. Sydbanerne var altså ikke optaget på DSB-stationen, men havde et meget krumt forbindelsesspor til udveksling af godsvogne.